# Castell de Nottingham
El castell de Nottingham és un castell que es troba a la localitat de Nottingham, Anglaterra. Està situat en una posició de comandament en un promontori natural conegut com a "Castle Rock", amb penya-segats de 130 metres (430 ft) al sud i oest. A l'edat mitjana era una fortalesa reial important i una residència reial ocasional. En declivi al segle xvi, va ser enderrocada l'any 1649. Henry Cavendish, 2º duc de Newcastle, posteriorment va construir una mansió al lloc, que va ser cremada pels revoltats l'any 1831 i van deixar-la com a ruïna. Posteriorment, es va reconstruir per albergar una galeria d'art i un museu que encara es mantenen. Poc del castell original perviu, però hi ha suficients porcions per donar una impressió del disseny del lloc.

## Història medieval
Hi ha certa incertesa sobre si existia un castell al lloc abans de la invasió normanda. Si n'hi hagués hagut, hauria d'haver estat més petit i molt menys elaborat en el disseny que el que hi quedava després, mantenint-se al corrent de la tradició arquitectònica anglosaxona.
El primer castell normand era una estructura de fusta i d'un motte-and-bailey, i va ser construït l'any 1067, l'any següent a la batalla de Hastings, a les ordres de Guillem el Conqueridor. Aquesta estructura de fusta va ser reemplaçada per un castell de pedra molt més defensable durant el regnat d'Enric II d'Anglaterra, i va ser imponent i d'un complex disseny arquitectònic, que eventualment comprenia un sostre superior en el punt més alt de la roca del castell, una muralla mitja al nord que contenia els principals apartaments reals, i una gran muralla exterior cap a l'est.
Durant segles, el castell va ser un dels més importants d'Anglaterra per a la noblesa i la reialesa. Estava en una posició estratègica per la seva ubicació a prop d'un encreuament del riu Trent; i també es coneixia com un lloc de lleure pròxim als vedats de caça reials a Tideswell, que era el "Kings Larder" al Royal Forest of the Peak, i també els boscos reals de Barnsdale. i al Bosc de Sherwood. El castell també tenia el seu propi parc de cérvols a la zona immediatament a l'oest, que encara es coneix com el Park.
Mentre que Ricard I d'Anglaterra es trobava a la tercera Croada, juntament amb un gran nombre de nobles anglesos, el castell de Nottingham va ser ocupat pels partidaris del Príncep Joan, incloent el Sheriff de Nottinghamshire, Derbyshire i els boscos reials del Sheriff de Nottingham. En les llegendes de Robin Hood, el castell de Nottingham és l'escenari de l'enfrontament final entre el sheriff i l'heroi proscrit.
Al març de 1194, es va produir una batalla històrica al castell de Nottingham, part de la campanya del rei Ricard I que va tornar per la rebel·lió del príncep Joan. El castell va ser el lloc d'un atac decisiu quan el rei Ricard va assetjar el castell, després de construir algunes màquines de setge del mateix tipus del que havia utilitzat en la croada. Ricard I va ser assistit per Ranulf de Blondeville, 4º comte de Chester, i David d'Escòcia, 8è comte d'Huntingdon. El castell es va rendir després de només uns dies de setge.
Poc abans del seu vintè aniversari, el rei Eduard III, amb l'ajut d'alguns companys de confiança liderats per Sir William Montagu, va realitzar un cop d'Estat al castell de Nottingham (19 d'octubre de 1330) contra la seva mare Elisabet de França, i el seu amant, Roger Mortimer, primer comte de March. Tots dos van estar actuant com a Regents durant la minoria d'edat d'Edward després de l'assassinat del seu pare Eduard II d'Anglaterra al castell de Berkeley. William Montagu i els seus companys, estaven acompanyats per William Eland, castlà i capatàs del castell de Mortimer, que coneixien la ubicació d'un túnel secret que els portaria a l'interior del castell fins a una porta normalment tancada. En la foscor de la nit del 19 d'octubre de 1330, Montagu i els seus companys van entrar al túnel, van pujar fins a la porta, que ja havia estat desbloquejada per Eduard III o un servent confiat, va dominar a Mortimer i va matar als guardians personals de Mortimer. Mortimer lligat i amagat, va sortir pel túnel i va ser arrestat, juntament amb la reina mare Isabel. Mortimer va ser enviat a la Torre de Londres, i el van penjar un mes més tard. Elisabet de França es va veure obligada a la jubilació a Castle Rising Castle. Amb aquest esdeveniment dramàtic, va començar el regnat personal d'Eduard.

### Residència reial
Eduard III va utilitzar el castell com a residència i va mantenir els parlaments. L'any 1346 el rei David II d'Escòcia va ser detingut. L'any 1365, Eduard III va millorar el castell amb una nova torre al costat oest de la muralla i una nova presó sota la Torre Alta. L'any 1376 Peter de la Mare, membre de la Cambra dels Comuns va quedar confinat al castell de Nottingham per haver «pres llibertats injustificables amb el nom d'Alice Perrers, amant del rei».
L'any 1387 el consell d'estat es va celebrar al castell. Ricard II d'Anglaterra va cridar l'alcalde de Londres al castell el 1392 i va realitzar un altre consell d'Estat per als humils londinencs. L'última visita registrada per Ricard II d'Anglaterra va ser l'any 1397 quan es va celebrar un altre consell al castell.
Des de 1403 fins a 1437 va ser la principal residència de la dona d'Enric IV d'Anglaterra, Joana de Navarra.
Després de ser la residència de Joana de Navarra, l'ús del castell va ser reduït. Només després de les Guerres de les Roses, el castell de Nottingham comença a ser usat novament com a bastió militar. Eduard IV d'Anglaterra va proclamar-se rei a Nottingham, i l'any 1476 va ordenar la construcció d'una nova torre i dependències reials. Això va ser descrit per John Leland el 1540 com:
la part més bella i l'edifici galant per a l'allotjament ... un treball sumptuós de pedra
Durant el regnat del rei Enric VII, el castell va romandre com una fortalesa reial. Enric VIII d'Anglaterra va ordenar nous tapissos per al castell abans de visitar Nottingham l'agost de 1511. L'any 1536 Henry va reforçar el castell i la seva guarnició va augmentar d'unes poques dotzenes d'homes a uns pocs centenars.
El 1538, el Conestable, Thomas Manners, primer comte de Rutland, va informar sobre la necessitat d'un treball de manteniment que no es va dur a terme.

### Guerra civil
El castell va deixar de ser una residència reial l'any 1600 i va quedar en gran part obsolet al segle xvi per l'ús d'artilleria. Poc temps després de l'esclat de la guerra civil anglesa, el castell ja estava en un estat semi-ruïnós després d'haver-se produït una escaramussa al lloc. Al començament de la Guerra Civil, l'agost de 1642, Carles I d'Anglaterra va triar a Nottingham com a punt de reunió dels seus exèrcits, però poc després de marxar, va ser pres per els parlamentaris. Comandats per John Hutchinson, van rebutjar diversos atacs dels cavallers reialistes, i van ser l'últim grup a ocupar el castell. Després de l'execució de Carles I el 1649, el castell es va arrasar per impedir que tornés a ser usat.

## La mansió actual

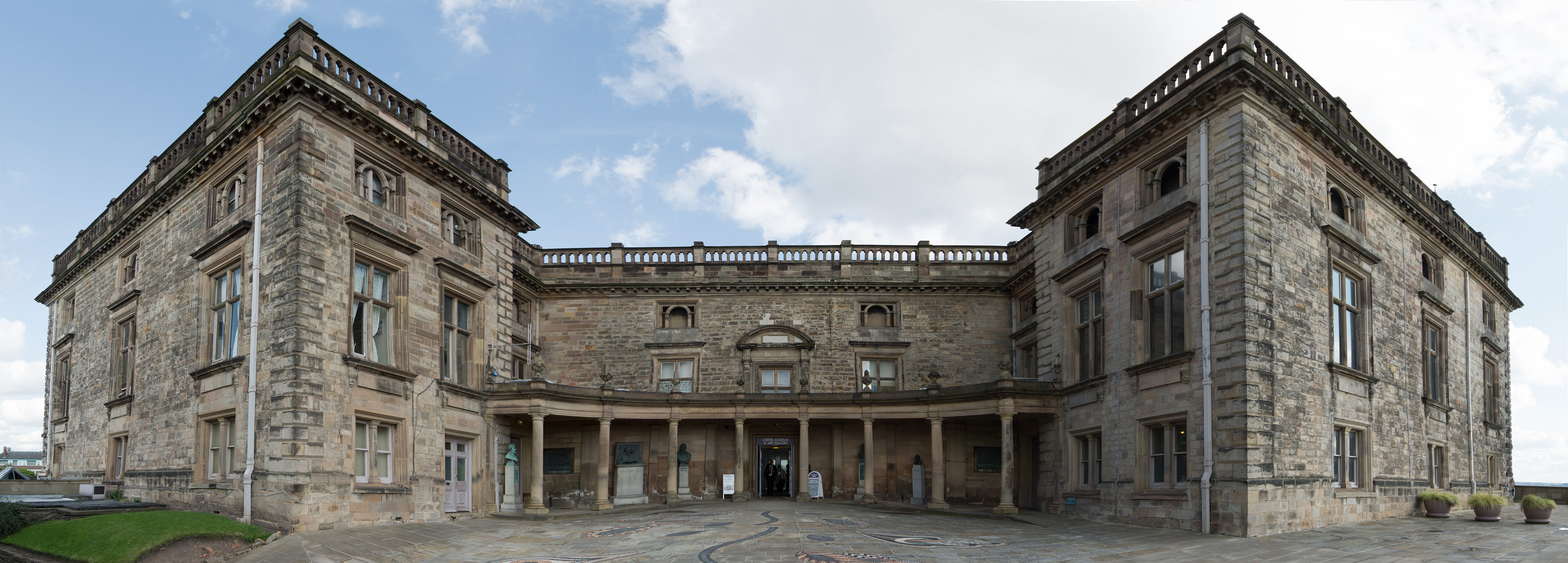
Entrada actual de la Mansió Ducal

Després de la restauració de Carles II d'Anglaterra l'any 1660, la "Mansió Ducal" actual va ser construïda per Henry Cavendish, 2n duc de Newcastle entre 1674 i 1679 sobre els fonaments de l'estructura anterior. Tot i la destrucció de la torre i les fortificacions de la muralla superior, alguns cellers tallats en roca i arcs apuntats medievals sobreviuen sota la mansió, juntament amb un llarg passatge cap al fons de la roca, comunament conegut com a Mortimer's Hole, a través del qual es fan visites guiades, començant pel castell i acabant a Brewhouse Yard.
El paleta de la mansió va ser Samuel Marsh de Lincoln, que també va treballar per al duc al Castell de Bolsover. Els seus dissenys són generalment considerats fortament influïts pels gravats de Peter Paul Rubens, en el seu llibre Palazzi di Genova. La mansió del duc és un rar exemple supervivent a Anglaterra d'arquitectura manierista.
No obstant això, la mansió va perdre gran part del seu encant amb l'arribada de la Revolució Industrial quan Nottingham es va fer càrrec de la reputació de tenir els pitjors suburbis de l'Imperi Britànic a part dels de l'Índia. Quan el 1831 els habitants del gueto es van rebel·lar contra Henry Pelham-Clinton, el 4º duc de Newcastle que s'havia oposat a la Llei de Reforma de 1832 va cremar gairebé tota la casa.n
Les escales exteriors originals a la façana oriental de la mansió van ser demolides posteriorment per crear un pati de desfilada per als Robin Hood Rifles
Va romandre només una petxina buida fins que l'arquitecte Thomas Chambers Hine (1814-1899) la va restaurar i el 1878, el Príncep Eduard el va obrir al públic com el Museu del Castell de Nottingham, la primera galeria d'art del Regne que no estava a Londres. Els interiors eren, òbviament, fortament restaurats perquè poguessin allotjar un museu, mentre que la part medieval, les parets encara existents i els jardins es conservaven.
La porta d'entrada del castell medieval i la major part de l'emmurallament del pati exterior es conserva com un mur de jardí per a la mansió ducal. No obstant això, la part més septentrional de la muralla externa es va perdre quan es va construir una carretera d'aproximació a la dècada de 1830 per al desenvolupament de The Park Estate en l'antic parc dels cérvols i aquesta part del lloc del castell es va utilitzar posteriorment per a l'expansió de l'Hospital General de Nottingham. La major part de la pedra angular de les fortificacions exteriors que ara és visible data d'una reconstrucció eduardiana.
El dia de Nadal de 1996, una esllavissada de terra, causada per una fuita d'aigua, va provoca un gran moviment de terres. Això va revelar algunes restes dels fonaments originals del castell i la roca del sòl. Després d'una llarga controvèrsia sobre el millor enfocament de conservació / restauració, la terrassa es va restablir l'any 2005 amb una façana de pedra tradicional. Això oculta una estructura de formigó, que permet que la maçoneria medieval es mantingui accessible per als visitants. La terrassa ofereix vistes al sud de la ciutat i va aparèixer a la pel·lícula Saturday Night and Sunday Morning, una pel·lícula innovadora sobre la actitud canviant de la joventut en una societat industrial canviant a la fi dels anys cinquanta.
Un dibuix de la Mansió Ducal va aparèixer en milions de paquets de tabac i cigarrets realitzats per John Player&Sons, una firma de Nottingham. La majoria dels paquets tenien la imatge de l'estructura del Castell de Nottingham.
L'edifici s'ha de sotmetre a una renovació multimilionària l'any 2018.